# Chavesincola
Chavesincola is een geslacht van hooiwagens uit de familie Gonyleptidae.
De wetenschappelijke naam Chavesincola is voor het eerst geldig gepubliceerd door H. E. M. Soares & B. A. Soares in 1946. 

## Soorten
Chavesincola is monotypisch en omvat slechts de volgende soort:
- Chavesincola inexpectabilis